# Бун (Колорадо)
Бун (англ. Boone) — місто (англ. town) в США, в окрузі Пуебло штату Колорадо. Населення — 305 осіб (2020).

## Географія
Бун розташований за координатами 38°15′2″ пн. ш. 104°15′39″ зх. д. / 38.25056° пн. ш. 104.26083° зх. д. (38.250445, -104.260792).  За даними Бюро перепису населення США в 2010 році місто мало площу 0,96 км², з яких 0,94 км² — суходіл та 0,03 км² — водойми.

## Демографія
Згідно з переписом 2010 року, у місті мешкало 339 осіб у 139 домогосподарствах у складі 79 родин. Густота населення становила 352 особи/км².  Було 182 помешкання (189/км²).
Расовий склад населення:
| - 88,5 % — білих - 1,2 % — корінних американців - 0,6 % — чорних або афроамериканців - 6,2 % — осіб інших рас |

До двох чи більше рас належало 3,5 %. Частка іспаномовних становила 27,4 % від усіх жителів.
За віковим діапазоном населення розподілялося таким чином: 23,3 % — особи молодші 18 років, 61,4 % — особи у віці 18—64 років, 15,3 % — особи у віці 65 років та старші. Медіана віку мешканця становила 41,4 року. На 100 осіб жіночої статі у місті припадало 108,0 чоловіків;  на 100 жінок у віці від 18 років та старших — 106,3 чоловіків також старших 18 років.
Середній дохід на одне домашнє господарство  становив 34 056 доларів США (медіана — 25 000), а середній дохід на одну сім'ю — 40 512 долари (медіана — 29 583). За межею бідності перебувало 29,8 % осіб, у тому числі 49,4 % дітей у віці до 18 років та 14,0 % осіб у віці 65 років та старших.
Цивільне працевлаштоване населення становило 109 осіб. Основні галузі зайнятості: освіта, охорона здоров'я та соціальна допомога — 26,6 %, виробництво — 16,5 %, науковці, спеціалісти, менеджери — 15,6 %.